# Церква Параскеви П'ятниці на Торгу
Церква Параскеви П'ятниці на Торгу — нетипова середньовічна церква перехідної доби, вибудована 1207-1345 рр. у місті Великий Новгород.

## Історія
Первісно на цьому місці була 1156 року вибудована дерев'яна церква коштом заморських купців-новгородців, що повертались у Новгород. Купці-новгородці мали власну корпорацію у місті і це був їх храм на Торгу. В середньовіччя кожна корпорація ремісників чи торговців обирала власного небесного покровителя. Купці обрали небесною покровителькою Параскеву П'ятницю.
1191 року якийсь Костянтин з братом дали гроші на побудову нового дерев'яного храму тої ж святої. 1207 року вже літописець занотував, що на Торгу було закінчене будівництво кам'яного (цегляного) храму Параскеви П'ятниці.
Небезпекою для середньовічних храмів були низка будівельна техніка та пожежі. Відомо, що церква Параскеви П'ятниці на Тогру неодноразово страждала від пожеж і неодноразово перебудовувалась. Останні добудови були здійснені у повоєнний період після 1944—1954 рр. та пізніше сучасною цеглою.

## Опис архітектури
Церква ніби центрична і хрещата в плані. Внутрішній простір розділений на три нави. Їх утворюють чотири колони центральної частини та два чотиригранні стовпи, котрі є не що інше як відрізки стін. Чотиригранні стовпи наближені до апсид, останніх три. Центральна має видовжену форму, добре позначену на східному фасаді храму. Дві інші ніяк не позначені на східному фасаді (а облаштовані лише в інтер'єрі), що розцінили як західноєвропейські впливи, де мало рахувались в канонами візантійської архітектури і припускали дещо вільні варіанти, враховуючи тісніву в забудові західноєвропейських середньовічних міст.
Чотиристовпна центрична частина храму ускладнена трьома прибудовами (притворами). Притвори мали власні хори (другий ярус приміщень), куди піднімались внутріствнними сходинками. Хори (другий ярус приміщень) відкривались у простір храму широкими арками, що віддалено нагадували про хори візантійських церков. Простір храму зберігав єднисть, при цьому зберігалась його багатообразність і декотра рхітектурна складність.
Незвичність храму була підтримана і зовнішньо. Рамена притворів та видовжена центральна апсида пов'язували храм з оточенням. Тридільні фасади самого храму були вищі за дахи притворів і мали низку вертикальних вікон, що збільшували освітлення зазвичай темних храмових інтер'єрів доби середньовіччя. Храм вінчала єдина баня з шоломоподібним куполом та хрестом. Пірамідальний силует храму з високо піднятою главкою, жолобчасті лопатки, тридільнісь фасадів з притворами нагадували композиційні знахідки в цервкі Архангела Михаїла в середньовічному місті Смоленськ.
В архітектурі храму помітні західноєвропейські впливи, що ставало вказівкою на відхід від візантійських впливів в храмовій архітектрі і формування місцевих архітектурних рис.
Впродовж століть храм втрачав внутрішні оздоби та архітектрні деталі. Так, на храмі збережено без змін підбанник з єдиною главою, створені у 18 столітті замість поруйнованих.

## Обрані фото (галерея)

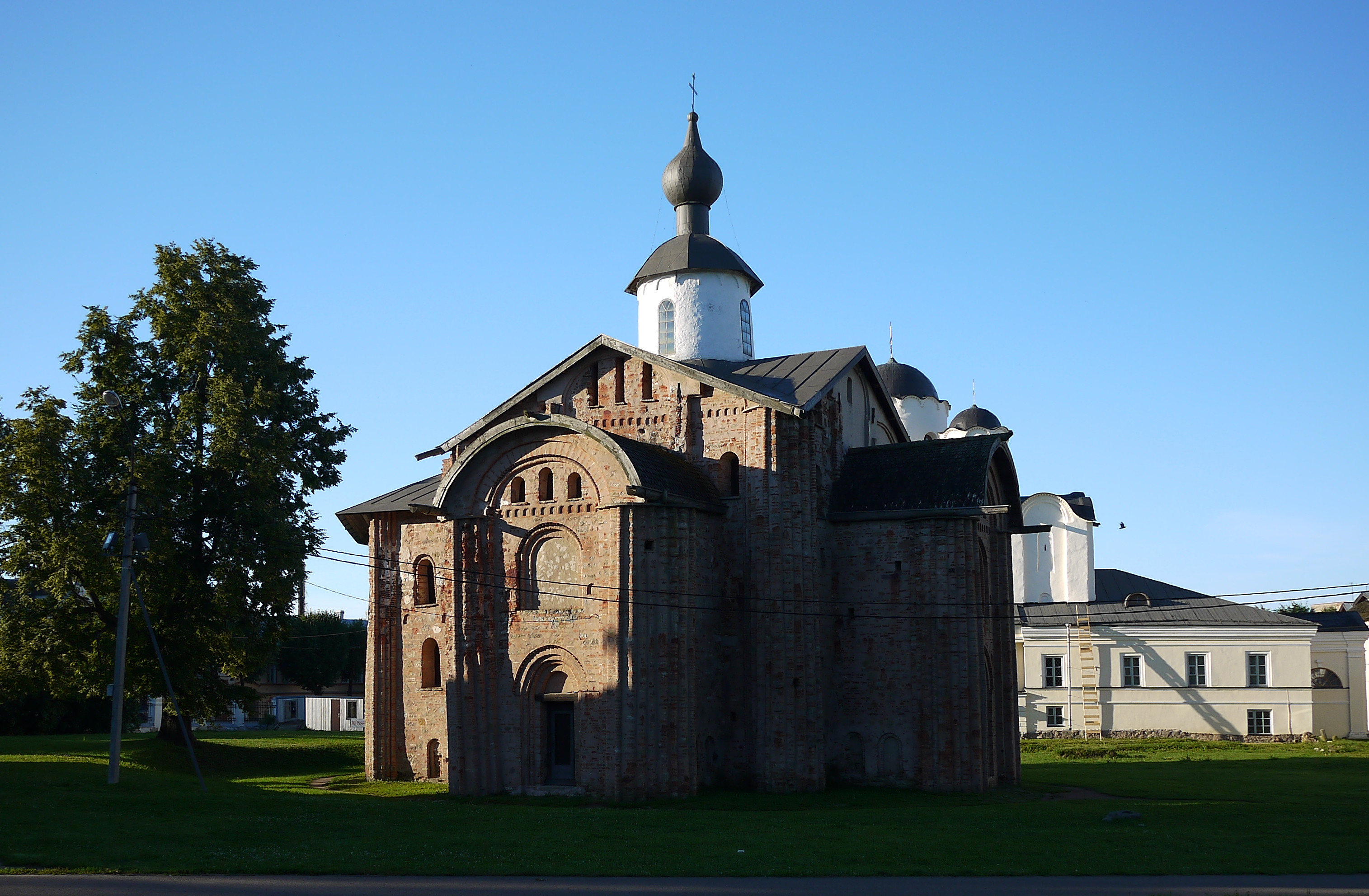
Церква Параскеви П'ятниці, загальний вигляд
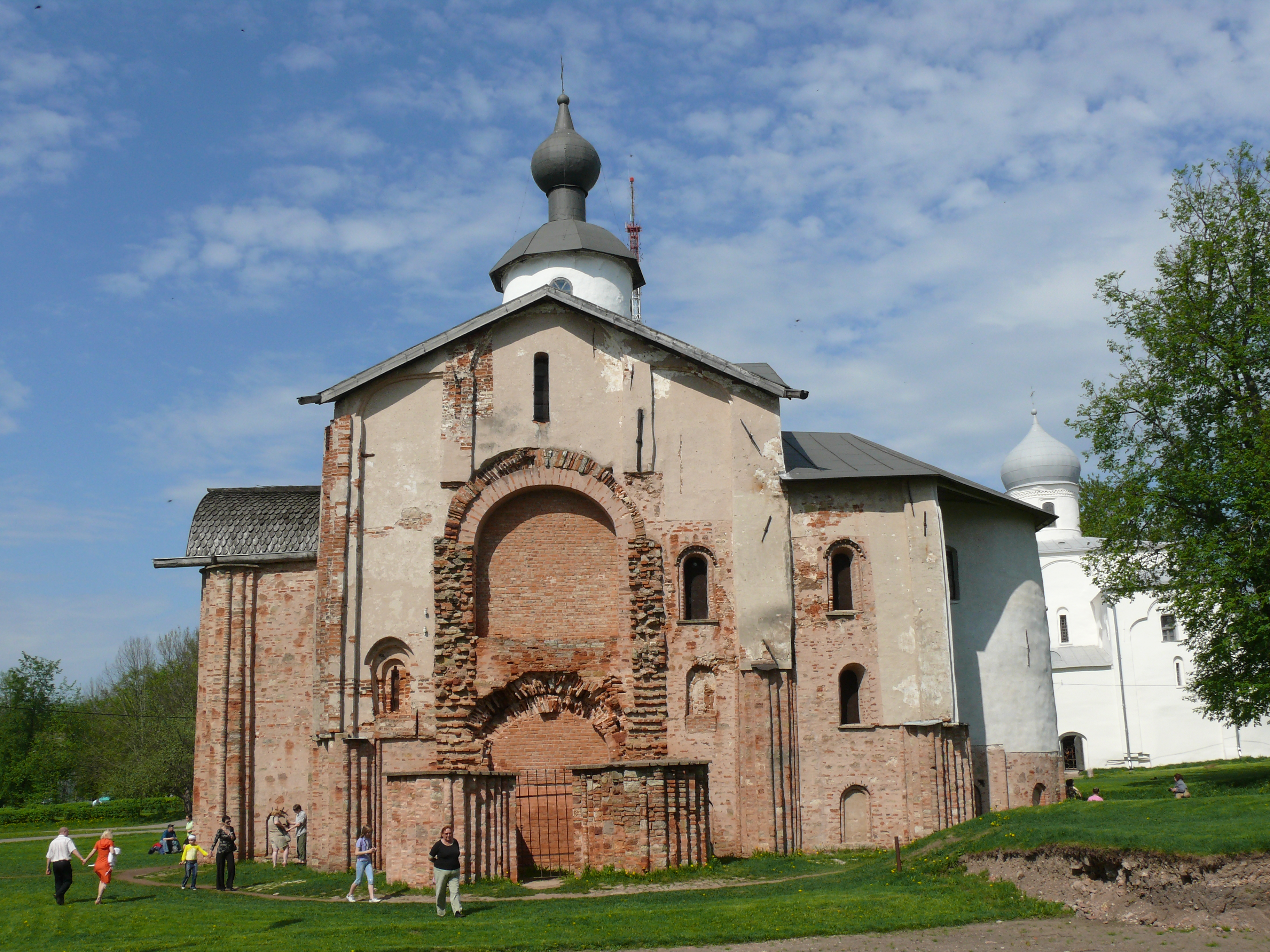
Церква Параскеви П'ятниці, південний фасад з тиньком та розчищеними від нього ділянками
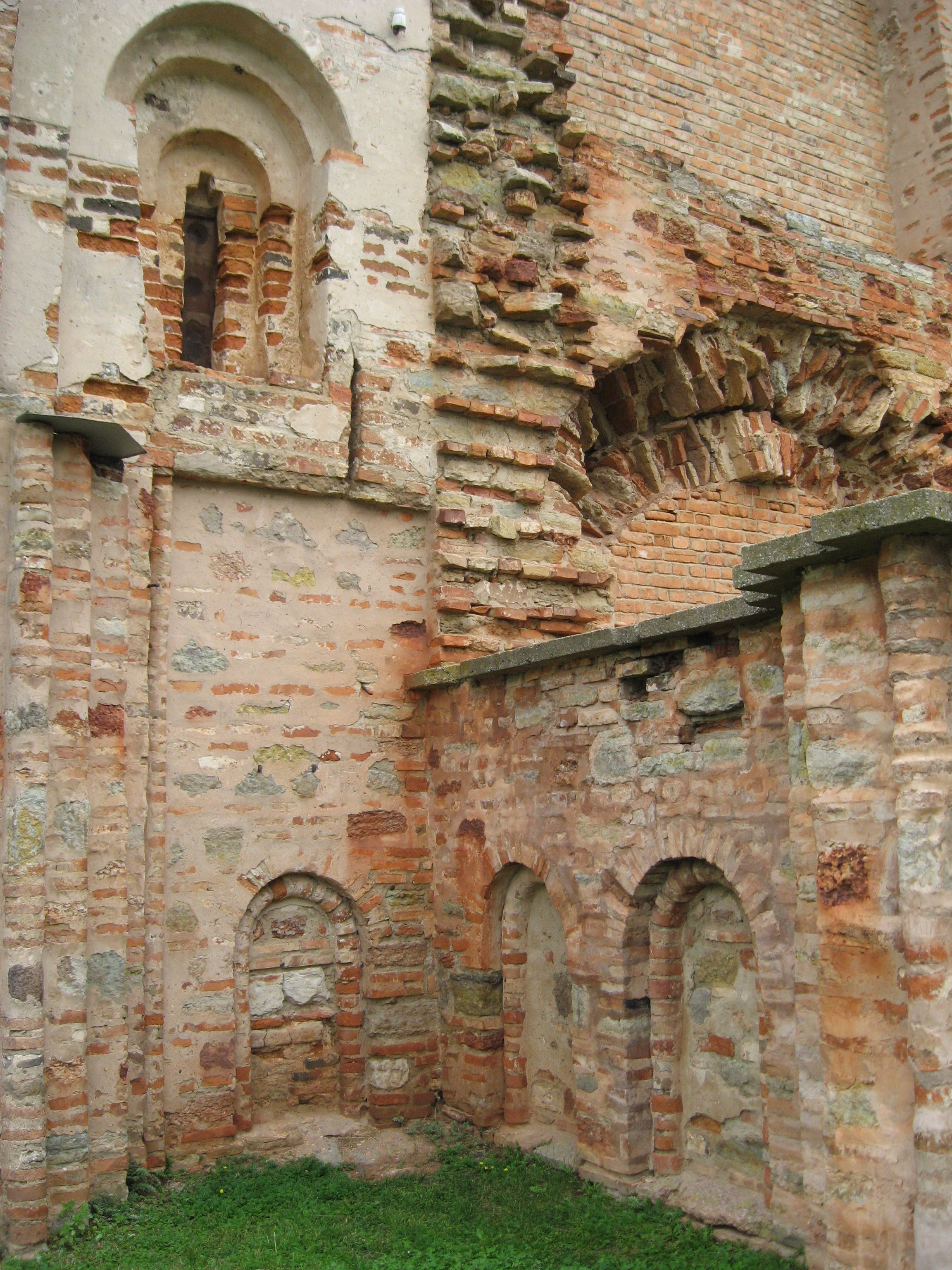
Церква Параскеви П'ятниці, південний фасад з ділянками старовинної та новітньої цегли
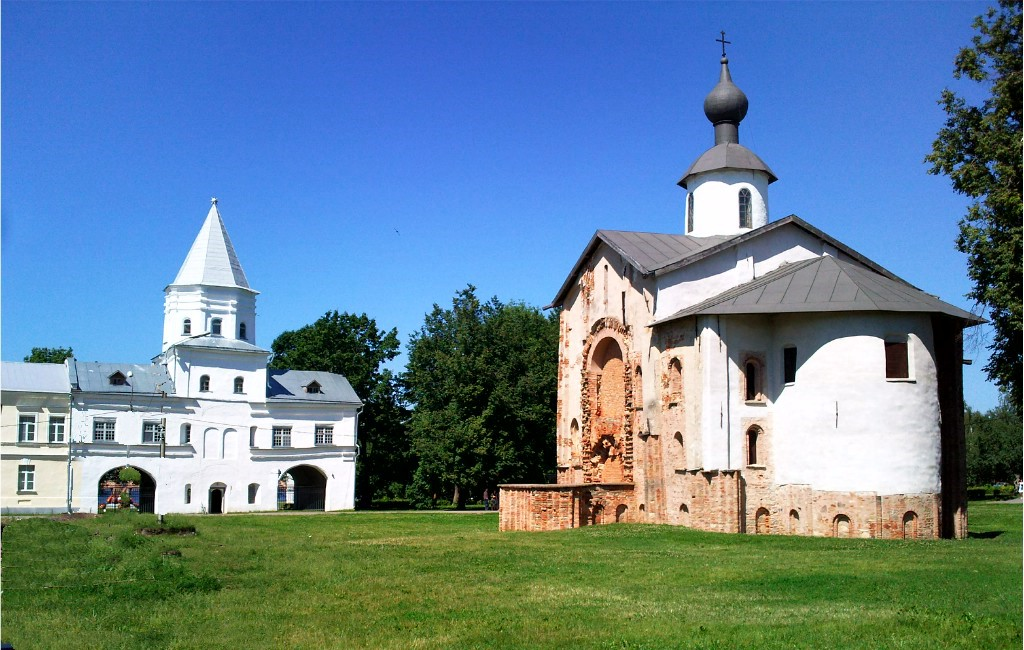
Колишня площа новгородського Торгу, Параскева П'ятниця, східний фасад
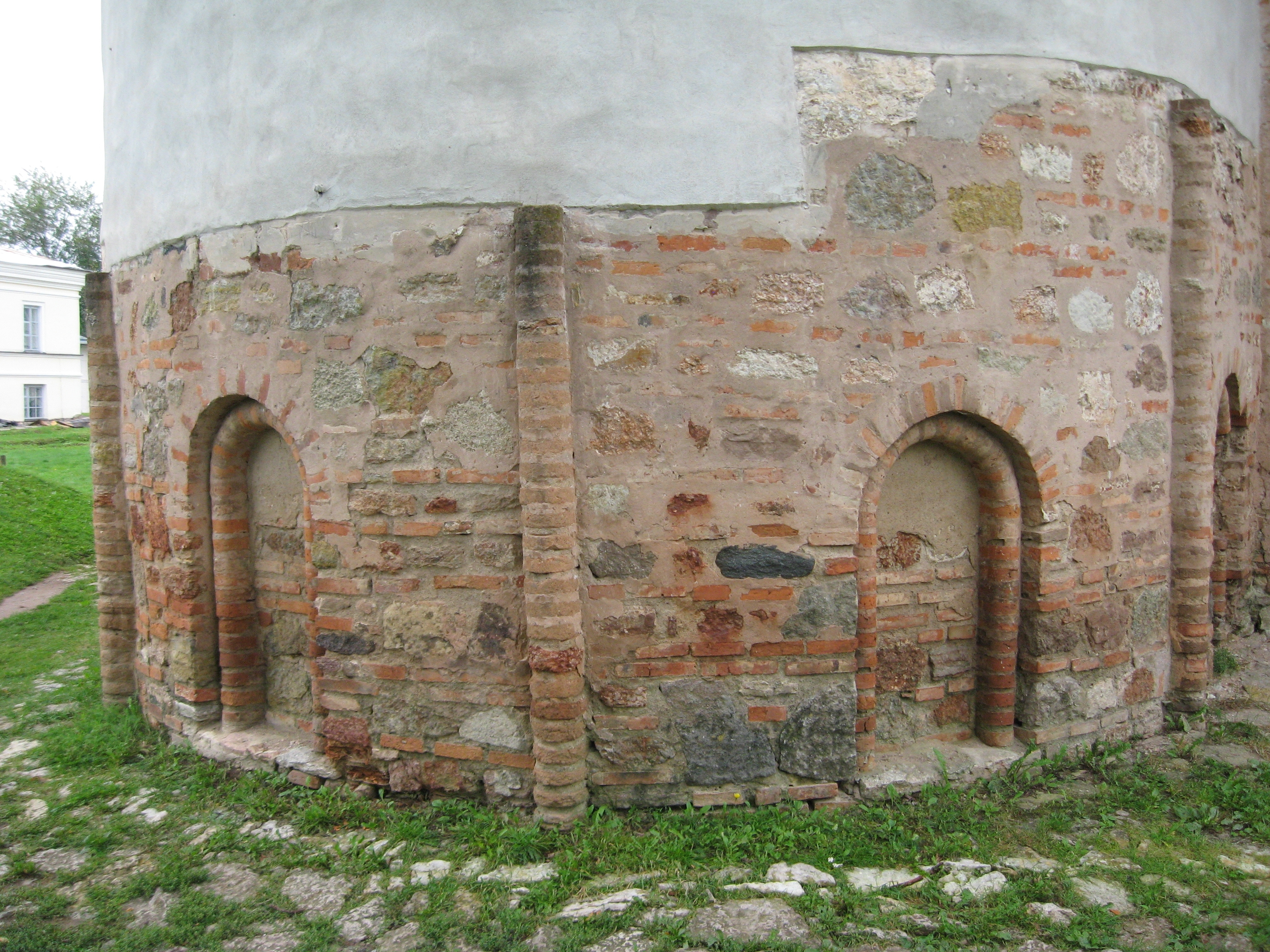
Реставраційне розкриття нижніх частин центральної апсиди з частковою реставрацією
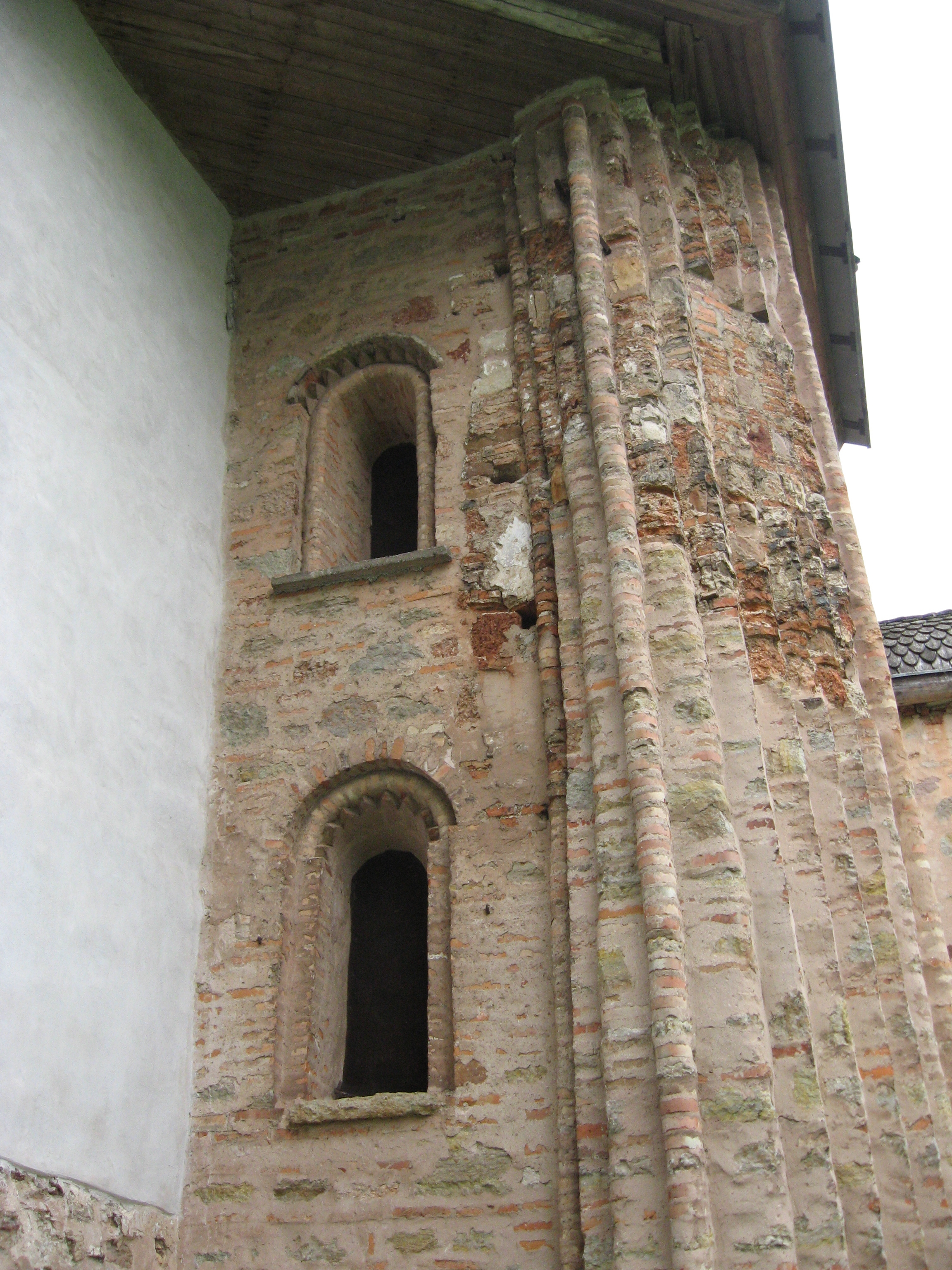
Кут східного муру церкви з реставрованими віконними отворами